# Kvindelige marinere
Kvindelige marinere er en dansk dokumentarfilm fra 1947.

## Handling
Marinen regner med kvinderne i en kommende søværnsordning, og træningen er i fuld gang.